# شهبازی
شهبازی یک نام خانوادگی رایج ایرانی است. افراد شاخص با این نام از این قرارند:
- پرویز شهبازی، کارگردان ایرانی
- داریوش شهبازی تاریخ پژوه
- عبدالله شهبازی استاد علوم سیاسی
- علی شهبازی سرلشکر ارتش ج.ا
- علیرضا شاپور شهبازی باستان شناس و نویسنده
- غلامرضا شهبازی بازیگر تئاتر و تلویزیون
- هوشنگ شهبازی خلبان